# Arthur Brusenbauch

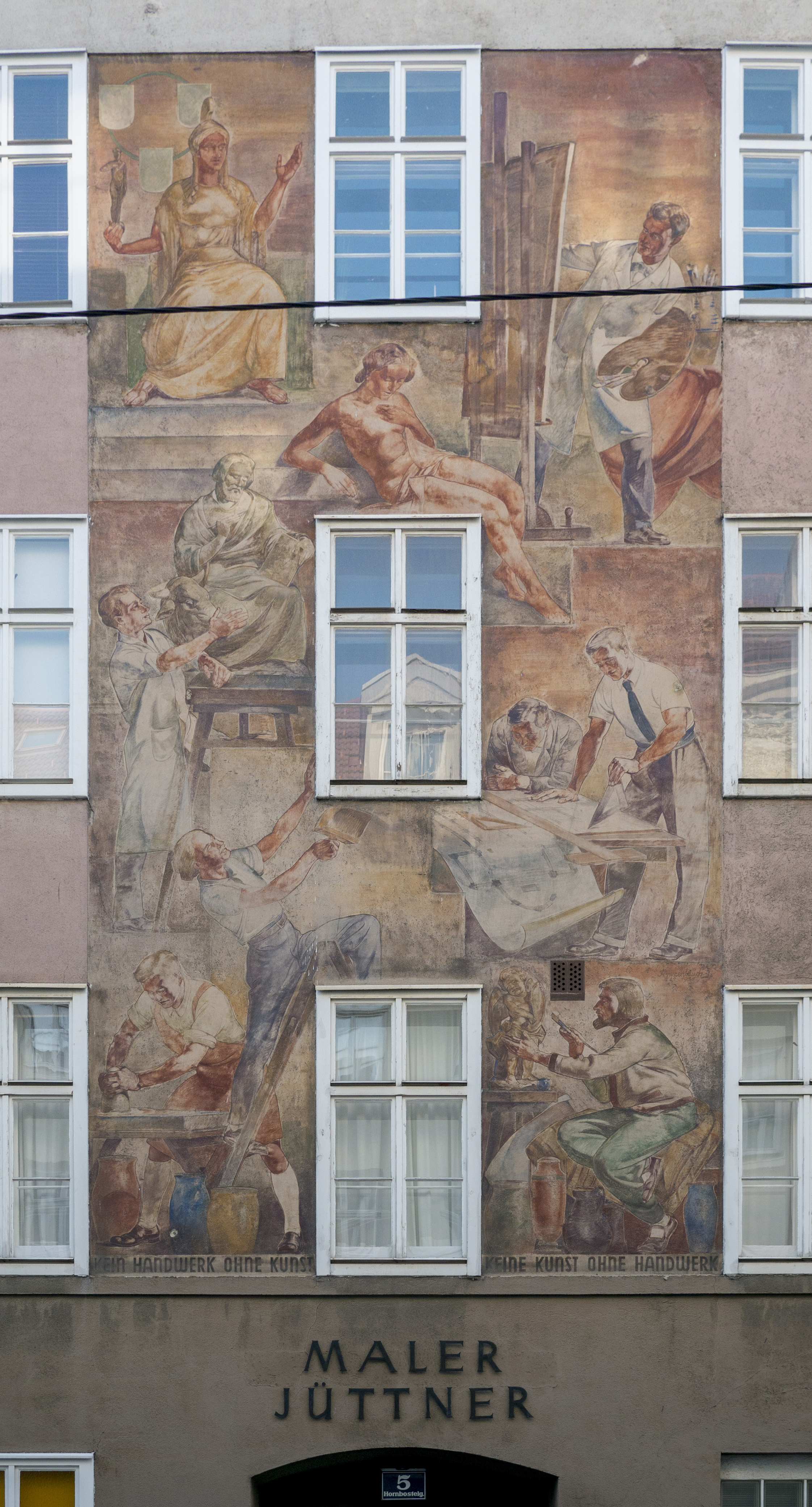
Fassadenfresko „Kunst und Kunsthandwerk“ in der Hornbostelgasse (1933)

Arthur Brusenbauch (* 24. November 1881 in Pressburg; † 18. Jänner 1957 in Abtsdorf am Attersee) war ein österreichischer Maler.

## Leben
Arthur Brusenbauch lernte bei Johann Kautsky und wurde dann selbst als Bühnendekorationsmaler tätig. Er studierte in Wien an der Staatsgewerbeschule und der Akademie der bildenden Künste, unterbrochen von Kriegsdienst und Gefangenschaft. Im Jahr 1920 wurde er Mitglied der Wiener Secession, 1939 wechselte er dann zum Künstlerhaus. 1928 hatte er Österreich bei den Kunstwettbewerben der Olympischen Spiele 1928 vertreten. Von 1937 bis 1941 beteiligte er sich mit sieben Ölgemälden an allen Großen Deutsche Kunstausstellungen in München. Dort erwarb Hitler 1939 das Bild Melk an der Donau im Festschmuck. Um arme Künstler im Auftrag des Roten Kreuzes zu unterstützen, erwarb die schwedische Künstlerin Tyra Lundgren im Februar 1920 ein Selbstporträt von Brusenbauch, der damals über dem Gasthaus „Zum Grünen Baum“ wohnte, wie Lundgren in ihren Tagebuchaufzeichnungen festhielt. Das Werk sollte dann in Schweden wiederum verkauft werden.
Brusenbauch, der dem Spätimpressionismus zugerechnet wird, beschäftigte sich mit Freskomalerei und Grafik.

## Auszeichnungen
- 1928: Österreichischer Staatspreis
- 1956: Goldener Lorbeer des Künstlerhauses

## Werke
- 1930/1935 Wandmalereien am und im Alumnat St. Pölten
- 1934 Wandmalerei im Chor der Filialkirche Breitenau am Steinfeld